# Лима дос Сантос, Антонио
Анто́нио Ли́ма дос Са́нтос (порт.-браз. Antônio Lima dos Santos; 18 января 1942, Сан-Себастьян-ду-Параизу — 3 февраля 2025) — бразильский футболист, правый защитник и опорный полузащитник.

## Карьера
Лима родился в семье матери-одиночки, которая не позволяла ему видеться с отцом. Она видела его священником, но он выбрал карьеру игрока и в возрасте 16-ти лет подписал первый профессиональный контракт с клубом «Жувентус» из Сан-Паулу. Оттуда, в возрасте 19-ти лет, он перешёл в «Сантос», заменив в защите клуба Урубатана. Когда футболист впервые приехал на тренировку клуба, его первым встретил Пеле словами: «Круто! Ещё один ниггер в „Рыбе“». Там он играл в полузащите и обороне, будучи самым универсальным игроком в команде; в частности, в матче с греческим «Панатинаикосом» он поменял пять позиций на поле. С клубом он выиграл восемь чемпионатов штата, пять Кубков Бразилии, два Кубка Либертадорес, два Межконтинентальных кубка, три турнира Рио-Сан-Паулу и Суперкубок межконтинентальных чемпионов. За клуб футболист провёл 696 матчей и забил 65 голов. Последней игрой Лимы стал матч против «Коринтианса» (1:1) 30 октября 1971 года. Затем защитник играл за клубы «Халиско», «Флуминенсе», «Тампа-Бэй Раудис» и «Португеза Сантиста». Завершив игровую карьеру, футболист работал тренером молодёжных составов в «Сантосе». В частности, в возрасте 13 и 14-ти лет под его руководством тренировался Неймар.

## Личная жизнь
Лима был женат. Супруга — Вера. У них двое детей, который стали тренерами в собственных футбольных школах.
Лима умер 3 февраля 2025 года от болезни почек в возрасте 83 лет.

## Достижения
- Чемпион штата Сан-Паулу: 1961, 1962, 1964, 1965, 1967, 1968, 1973
- Обладатель Кубка Бразилии: 1961, 1962, 1963, 1964, 1965
- Обладатель Кубка Либертадорес: 1962, 1963
- Обладатель Межконтинентального кубка: 1962, 1963
- Победитель турнира Рио-Сан-Паулу: 1963, 1964, 1966
- Обладатель Суперкубка межконтинентальных чемпионов: 1968